# (32033) Arjunkapoor
(32033) Arjunkapoor est un astéroïde de la ceinture principale.

## Description
(32033) Arjunkapoor est un astéroïde de la ceinture principale. Il fut découvert le 9 mai 2000 à Socorro (Nouveau-Mexique) par le projet LINEAR. Il présente une orbite caractérisée par un demi-grand axe de 2,21 UA, une excentricité de 0,14 et une inclinaison de 2,4° par rapport à l'écliptique.

## Compléments